# 카를 항케
카를 아우구스트 항케(독일어: Karl August Hanke, 1903년 8월 24일 ~ 1945년 6월 8일)는 민족사회주의 독일 노동자당(나치)의 당원이었다. 하부 실롱스크(Dolny Śląsk)의 대관구지휘자(Gauleiter)으로 1941년부터 1945년까지 활약했다. 1945년 며칠 동안은 SS제국지도자로 활약했다.

## 젊은 시절
항케는 실롱스크 루반(Lubań)에서 1903년 8월 24일에 기관차 기술자의 아들로 태어났다. 그의 형은 제1차 세계 대전에서 전사했다. 그때 항케는 전쟁에 나가기엔 너무 어렸다. 그러나 그는 1920년대 초반 프랑크푸르트/오더(Frankfurt/Oder)에서, 라이히스베어(Reichswehr) 제19보병연대 임시지원군(Zeitfreiwilliger)으로 복무했다.
그는 디폴디스발데(Dippoldiswalde)에 있는 독일 제분 학교(German Milling School)를 다니며 제분 기술을 배웠다. 1년 동안은 철도 작업장 도제로서 실습 경험을 쌓았다. 1921년부터 1926년까지 항케는 실롱스크, 바이에른, 티롤(German Tyrol) 등지에서 비즈니스 매니저로 제분업계에서 일했다. 그 후 그는 베를린에 있는 직업교육 전문학교(Berufspädagogischen Institut)에 다녔다. 그리고 직업 학교에서 제분을 가르칠 수 있는 자격을 주는 학위를 1928년에 취득했다. 베를린 슈테글리츠에서 제분업 장인으로 일했다. 이후 그는 베를린에 있는 기술 학교의 직업 교사가 됐다.

## 정치 활동
항케는 1928년 11월 1일 나치 당에 입당했다. 그는 당에서 낮은 직위였던 Amtswalter였다. 연설하고 공장을 관리하는 일을 맡았다. 1929년에는 돌격대 예비군에 참가했고 길거리 담당 부대장이었다. 1930년에는 길거리 담당 대장(Strassenzellenleiter)으로 승진했고, 이후 베를린에서 구역 대장(Sektionsführer)이 됐다.
1931년 4월, 항케는 정치 활동으로 인해 교직에서 결국 해고됐고, 당을 위해 풀타임으로 뛰게 되었다. 그는 1931년 후반까지 베를린에 있는 Westend의 지역대장(Kreisleiter)을 역임했고, 베를린의 관구장(Gauleiter)였던 요제프 괴벨스 아래에서 일했다. 1932년 항케는 지역 조직 감독 대표(chief Gau organizational director)가 되었고, 1932년 4월 1일에는 나치 당 선전부장(Reichspropagandaleiter der NSDAP)이었던 괴벨스의 개인 비서, 조언자(Referent)가 되었다.
항케는 베스트엔트(Westend)의 지역대장으로 있을 때, 젊은 건축가 알베르트 슈페어와 처음으로 만났던 나치 당원이었다. 항케는 1932년 서쪽 교외의 빌라를 지역 당 사무실로 고치는 일을 슈페어와 계약했다. 1932년 7월에는 슈페어를 위해 베를린 도심부(Voßstraße 11)에 나치 중앙당 건물을 짓는 일을 소개해줬다. 둘은 가까운 친구가 되었다. 알베르트 슈페어의 자서전(Inside the Third Reich)에 따르면 1944년에 항케는 슈페어에게 절대로 아우슈비츠에 방문하지 말라는 조언을 했다. 항케는 "묘사해서도 안되고 묘사할 수도 없는 일"을 봤다고 말했다.

## 공직 활동
아돌프 히틀러는 직설적이고 잘생긴 젊은 항케를 좋게 평가했다. 1932년 4월에 항케는 프러시안 주 의회에서 나치 대변인이 됐다. 1932년 말, 항케는 나치 당의 포츠담 지역구 후보로 출마해 독일 제국 의회 의원에 당선됐다. 그는 전쟁 막바지까지 이 자리를 유지했다.
1933년 3월 의회 선거에서 나치 당이 주도권을 차지한 후, 괴벨스는 선전부(Propagandaministerium)를 정부 기관으로 설립했다. 항케는 괴벨스의 개인 비서로서 그곳으로 자리를 옮겼다. 1938년 항케는 선전부 국무관(부장관)으로 승진했다.
항케는 히틀러와의 관계와 당 내 지위를 확고히 하면서, 1934년 초 일반 친위대(Allgemeine SS)에 가입했다. 1935년부터 1936년까지는 SS제국지도자의 특수 임무 직원으로 임시 업무를 수행했다. 1937년에는 제국문화원(Reichskulturkammer) 부원장이 됐다.
괴벨스의 도움을 받아 항케는 출세 가도를 달릴 수 있었다. 그러나 요제프 괴벨스와 그의 아내, 마그다의 부부 갈등에 휘말리면서 항케는 일시적으로 곤란을 겪었다. 괴벨스는 여배우들과 많이 바람을 피웠다. 1938년 마그다는 괴벨스와 체코의 젊은 여배우, 리다 바로바(Lída Baarová)의 간통 관계를 알고나서 이혼을 준비했던 것으로 보인다. 이때 항케는 마그다의 편을 들었다. 그는 마그다에게 끌렸고, 마그다도 괴벨스와 헤어지면 그에게 갔을 가능성이 높다. 하지만 두 애정 추문은 히틀러의 명령에 의해 결국 끝났다.
1939년 항케는 예비군 동원령을 받고 군대에 지원했다. 1939년 7월부터 10월까지 독일 3 기갑사단에서 복무하면서 폴란드 침공에 참전했다. 1940년 5~6월에는 에르빈 롬멜의 독일 7 기갑사단에서 복무하면서 프랑스 침공에 참전했다. 이 전투로 1, 2급 철십자장을 수여받았고, 기사 철십자장 후보로 추천됐지만 기사 훈장은 못받았다. 독일 육군 중위(Oberleutnant)로 1941년 제대했다.
브레슬라우에서 히틀러는 항케를 하부 실롱스크의 관구장에 임명했다. 1년 후, SS제국지도자 하인리히 힘러는 항케를 SS중장으로 승진시켰다. 항케는 나치 정책의 광적인 신봉자였다. 브레슬라우에서 그의 통치 기간 동안 1,000명 이상의 사람들에게 사형이 집행됐다. 그는 "브레슬라우의 교수형 집행자"라는 별명을 얻었다.
또한 항케는 브레슬라우에서 베를린 대학 강사이고 땅부자의 딸이었던 프레다 폰 피르크스(Freda von Fircks) 남작부인과 오랫동안 사귀었다. 1943년 12월 그녀는 딸을 낳았다. 항케의 유일한 자녀였다. 결국 그들은 1944년 11월 25일 결혼했다.

## 브레슬라우 함락
제2차 세계 대전이 막바지에 이르면서 소련군은 실롱스크로 진주해 브레슬라우 요새를 포위했으며 이에 히틀러는 항케를 전투지휘관(Kampfkommandant)으로 임명했다.
항케는 광적으로 헌신했지만 군사적으로 무익한 방어전을 치렀다. 괴벨스는 1945년 봄의 일기에서 항케에 대해 존경하는 마음을 반복해서 나타냈다. 그러나 브레슬라우가 함락됐을 때 항케를 찾을 수 없었다.
1945년 5월 6일, 독일 장군 헤르만 니호프는 브레슬라우를 포기했고 5월 5일 항케는 전에 예약했던 작은 비행기(피젤러 슈토르히, Fieseler Fi 156)를 타고 탈출했다. 그러나 독일 군수 장관, 알베르트 슈페어는 항케가 흔했던 프로토타입 헬리콥터들 중 하나를 타고 탈출했다는 이야기를 디자이너, 안톤 플레트너에게 들었다고 주장했다.

## SS제국지도자
히틀러는 항케의 무조건적인 충성에 감명받았다. 항케는 반역을 꾀하던 힘러와 대비됐는데 히틀러는 힘러가 서구 연합군과 비밀 협상을 시도한 배신자라고 선언했다. 그리고 힘러의 모든 사무실과 직위를 박탈했고 그의 체포를 명령했다.
1945년 4월 29일 그는 하인리히 힘러를 경질하고 항케를 SS제국지도자와 독일 경찰청장으로 임명했다. 8일 전에는 소련군에 맞서 브레슬라우 방어를 지휘하는 항케에게 나치 독일 최고의 훈장을 수여했다.

## 죽음
항케는 1945년 5월 5일 승진 소식을 들었다. 그러나 그는 프라하로 탈출하고 제18 SS 의용 척탄병 사단 호르스트 베셀에 의탁했다. 왜 그렇게 했는지 이유는 알려지지 않았다.
항케는 포로가 될 경우를 대비해서 SS 하위 계급 복장을 입었다. 이 부대는 독일로 퇴각하려고 했지만 체코 유격대와 격렬한 전투를 치른 후, 호무토프(Chomutov)의 남서부, 노이도르프(Neudorf, 현 Nová Ves)에서 항복했다. 체포자들은 그의 정체를 모르고 있었다. 그래서 항케는 낮은 계급의 SS 멤버들과 함께 포로수용소에 투옥됐다.
항케의 죽음에 관해서는 다양한 추측이 있다. 그의 신분이 밝혀지는 것은 시간 문제였기 때문에 항케는 1945년 6월 8일 탈출을 시도했지만 체코 경비대가 이를 목격하고 뒤에서 총을 쏴서 그가 죽었다는 것이다.
이와 달리 항케가 죽은 이유가 체코인들이 그한테 폭력을 썼기 때문이라는 설명도 있다.

## 친위대 경력
| 친위대 의용병     | 친위대 돌격대지도자   | 친위대 상급돌격대지도자 |
| ----------------- | --------------------- | ----------------------- |
|                   |                       |                         |
| 1934년 2월 15일   | 1934년 7월 1일        | 1935년 4월 20일         |
| 친위대 연대지도자 | 친위대 상급지도자     | 친위대 여단지도자       |
|                   |                       |                         |
| 1935년 9월 15일   | 1937년 4월 20일       | 1941년 1월 30일         |
| 친위대 집단지도자 | 친위대 상급집단지도자 | 친위대 국가지도자       |
|                   |                       |                         |
| 1941년 4월 20일   | 1944년 1월 30 일      | 1945년 4월 29일         |

## 같이 보기
- 요제프 괴벨스
- 마그다 괴벨스

## 관련 도서
- 《괴벨스:대중 선동의 심리학》- 랄프 게오르크 로이트 지음, 교양인 출판